# Niederlenz
Niederlenz (schweizerdeutsch: ˈnɪdərˌlænts) ist eine Einwohnergemeinde im Schweizer Kanton Aargau. Sie gehört zum Bezirk Lenzburg und liegt im Zentrum des Kantons im unteren Seetal, zwei Kilometer nördlich des Bezirkshauptorts Lenzburg.

## Geographie
Das Gelände wird durch ein flaches Plateau geprägt. Durch eine schmale Rinne, die aber kaum mehr als 20 Meter tief ist, fliesst der Aabach in nördlicher Richtung und teilt das Dorf in zwei etwa gleich grosse Hälften. Grössere Erhebungen fehlen völlig. 1977 ergab eine Berechnung, dass sich die geographische Mitte des Kantons Aargau im Lenzhardwald nordwestlich des Dorfzentrums befindet (Koordinaten 654217/251240). Dieser Punkt wird seither mit einem Findling markiert. Die Gemeinden Niederlenz, Lenzburg und Staufen sind zu einer zusammenhängenden Agglomeration mit fast 20'000 Einwohnern zusammengewachsen, die Grenzen zwischen den drei Orten sind kaum mehr erkennbar. Die nördliche Gemeindegrenze reicht bis an den Dorfrand von Wildegg.
Die Fläche des Gemeindegebiets beträgt 331 Hektaren, davon sind 90 Hektaren bewaldet und 155 Hektaren überbaut. Der höchste Punkt befindet sich auf 430 Metern an der südöstlichen Gemeindegrenze, der tiefste auf 355 Metern am Aabach. Nachbargemeinden sind Möriken-Wildegg im Norden, Lenzburg im Osten und Süden sowie Rupperswil im Westen.

## Geschichte

Luftansicht (1955)

Die frühesten Besiedlungsspuren stammen aus der Mittelsteinzeit vor etwa 8000 Jahren. Später besiedelten Helvetier, Römer und Alamannen die Gegend. Allerdings gab es vorerst nur einige Einzelhöfe, eine dörfliche Siedlung existierte noch nicht. Die erste urkundliche Erwähnung von Nider-Lenz erfolgte im Jahr 1261. Der Name des Ortes leitet sich vom alteuropäischen Flussnamen Lentia ab, der «die Biegsame» oder «die Gekrümmte» bedeutet und den die Helvetier und Römer später übernahmen. Tatsächlich hiess der Aabach im Mittelalter Lenzbach.
Die Habsburger kauften 1291 das Gebiet der Fürstabtei Murbach ab. Erst 1480 findet sich der erste Hinweis darauf, dass Niederlenz ein von Lenzburg getrenntes dörfliches Gemeinwesen war. Im Mittelalter war Niederlenz Teil der Pfarrei Staufberg auf dem gleichnamigen Hügel. 1415 eroberten die Eidgenossen den Aargau. Niederlenz gehörte nun zum Untertanengebiet der Stadt Bern, dem sogenannten Berner Aargau, und bildete einen Teil des Gerichtsbezirks Rupperswil im Amt Lenzburg. 1528 führten die Berner die Reformation ein.
Beim Franzoseneinfall im März 1798 entmachteten die Franzosen die «Gnädigen Herren» von Bern und riefen die Helvetische Republik aus, die 1803 aufgelöst wurde. Niederlenz gehört seither zum Kanton Aargau. Ihren Aufschwung verdankt die Gemeinde hauptsächlich der früh erfolgten Industrialisierung. Seit der ersten Hälfte des 19. Jahrhunderts nutzten zahlreiche Fabriken die Wasserkraft des Aabachs, darunter eine Gipsmühle, zwei Schnupftabakstampfen, eine Textilfabrik und eine grosse Mühle. Am 1. Oktober 1895 wurde der Abschnitt Lenzburg–Wildegg der Seetalbahn mit einem Bahnhof in Niederlenz eröffnet. Seit dem 2. Juni 1984 wird die Strecke allerdings nicht mehr befahren und dem Zerfall überlassen. Die Bevölkerungszahl von Niederlenz hat sich seit 1900 mehr als vervierfacht.

## Sehenswürdigkeiten

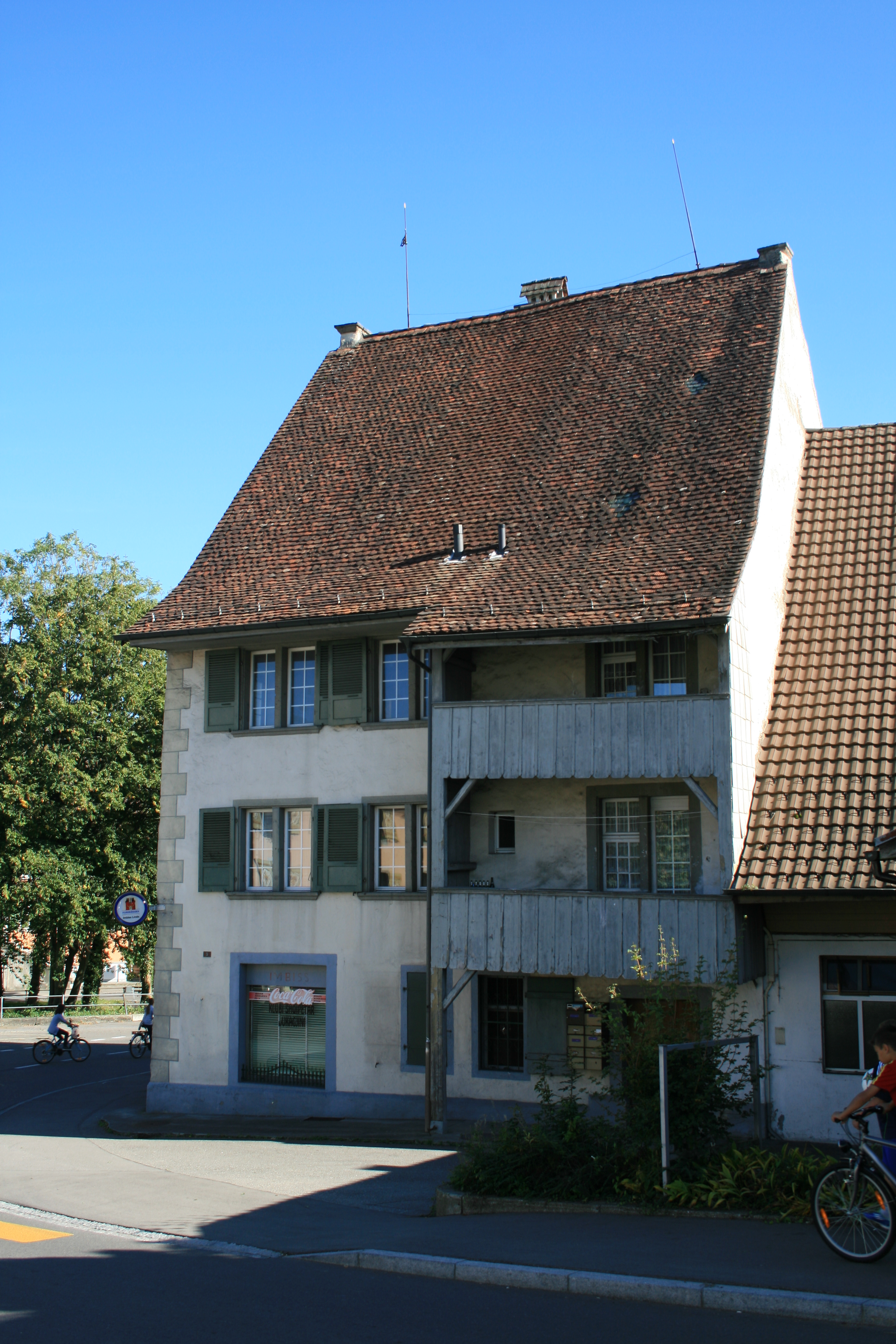
Zehntenhaus

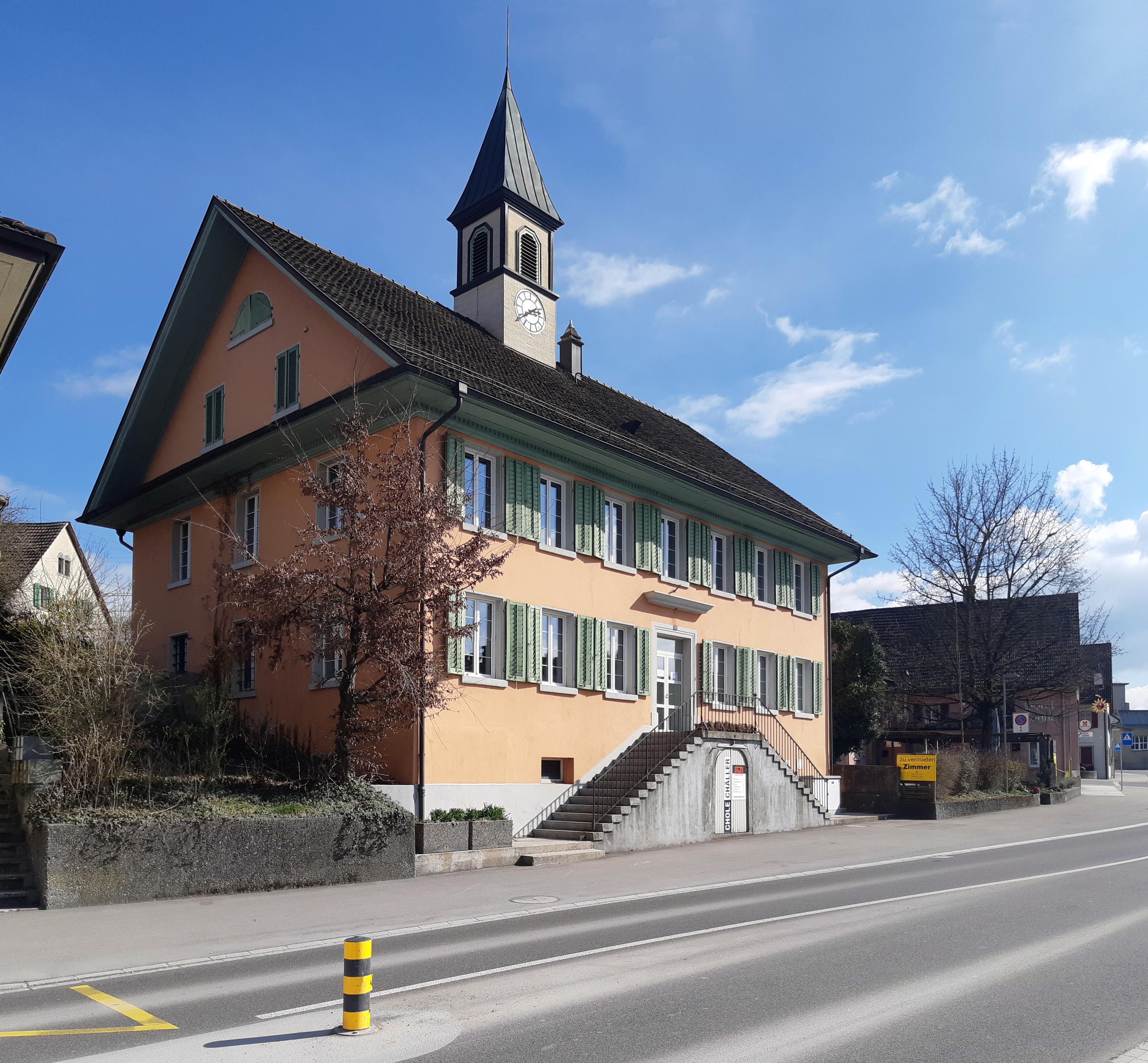
Altes Gemeindehaus

Das ehemalige Zehntenhaus von Schloss Lenzburg stammt aus dem 15. Jahrhundert und wurde um 1700 erneuert. Die Mühle am Aabach wurde erstmals 1234 erwähnt. Die ältesten erhalten gebliebenen Gebäudeteile gehen auf das Jahr 1575 zurück; markante Erweiterungen erfolgten 1826 und 1852. Die Gemeinde erwarb die Mühle 1899 und nutzt sie heute als Veranstaltungssaal. Die von Hans Hauri entworfene Reformierte Kirche Niederlenz mit zwei Rundfenstern von Paul Eichenberger besteht seit 1949.

## Wappen
Die Blasonierung des Gemeindewappens lautet: «In Gelb über grünem Dreiberg grünes Lindenblatt.» Bereits auf den Gemeindesiegeln des 19. Jahrhunderts ist ein Lindenblatt über einem Dreiberg zu sehen. Allerdings war der Schildgrund damals noch blau, das Wappen entsprach somit nicht den heraldischen Farbregeln und wirkte etwas stumpf. 1953 erfolgte der Wechsel vom blauen zum gelben Schildgrund. Der alteuropäische Name des Aabachs, Lentia, hat den gleichen Wortstamm wie die Linde.

## Bevölkerung
Die Einwohnerzahlen entwickelten sich wie folgt:
| Jahr      | 1850 | 1900 | 1930 | 1950 | 1960 | 1970 | 1980 | 1990 | 2000 | 2010 | 2010 | 2020 |
| Einwohner | 779  | 995  | 1550 | 1987 | 2775 | 3027 | 3406 | 3576 | 3846 | 4073 | 4228 | 4841 |

Am 31. Dezember 2023 lebten 4896 Menschen in Niederlenz, der Ausländeranteil betrug 28,9 %. Bei der Volkszählung 2015 bezeichneten sich 29,2 % als reformiert und 28,0 % als römisch-katholisch; 42,8 % waren konfessionslos oder gehörten anderen Glaubensrichtungen an. 82,8 % gaben bei der Volkszählung 2015 Deutsch als ihre Hauptsprache an, 4,8 % Italienisch, 3,5 % Serbokroatisch, 2,7 % Türkisch, 1,1 % Albanisch sowie je 0,7 % Französisch und Portugiesisch.

## Politik und Recht
Die Versammlung der Stimmberechtigten, die Gemeindeversammlung, übt die Legislativgewalt aus. Ausführende Behörde ist der fünfköpfige Gemeinderat. Er wird im Majorzverfahren vom Volk gewählt, seine Amtsdauer beträgt vier Jahre. Der Gemeinderat führt und repräsentiert die Gemeinde. Dazu vollzieht er die Beschlüsse der Gemeindeversammlung und die Aufgaben, die ihm vom Kanton zugeteilt wurden. Für Rechtsstreitigkeiten ist in erster Instanz das Bezirksgericht Lenzburg zuständig. Niederlenz gehört zum Friedensrichterkreis XI (Lenzburg).

## Wirtschaft
In Niederlenz gibt es gemäss der im Jahr 2015 erhobenen Statistik der Unternehmensstruktur (STATENT) rund 1400 Arbeitsplätze, davon 1 % in der Landwirtschaft, 43 % in der Industrie und 56 % im Dienstleistungsbereich. Die bedeutendsten Arbeitgeber sind ein Betonwerk, eine Garnspinnerei, eine Pumpen- und Waagenfabrik sowie eine Papierhülsenfabrik. Die meisten Erwerbstätigen sind Wegpendler und arbeiten in den grösseren Gemeinden der Umgebung wie Lenzburg oder Aarau.

## Verkehr

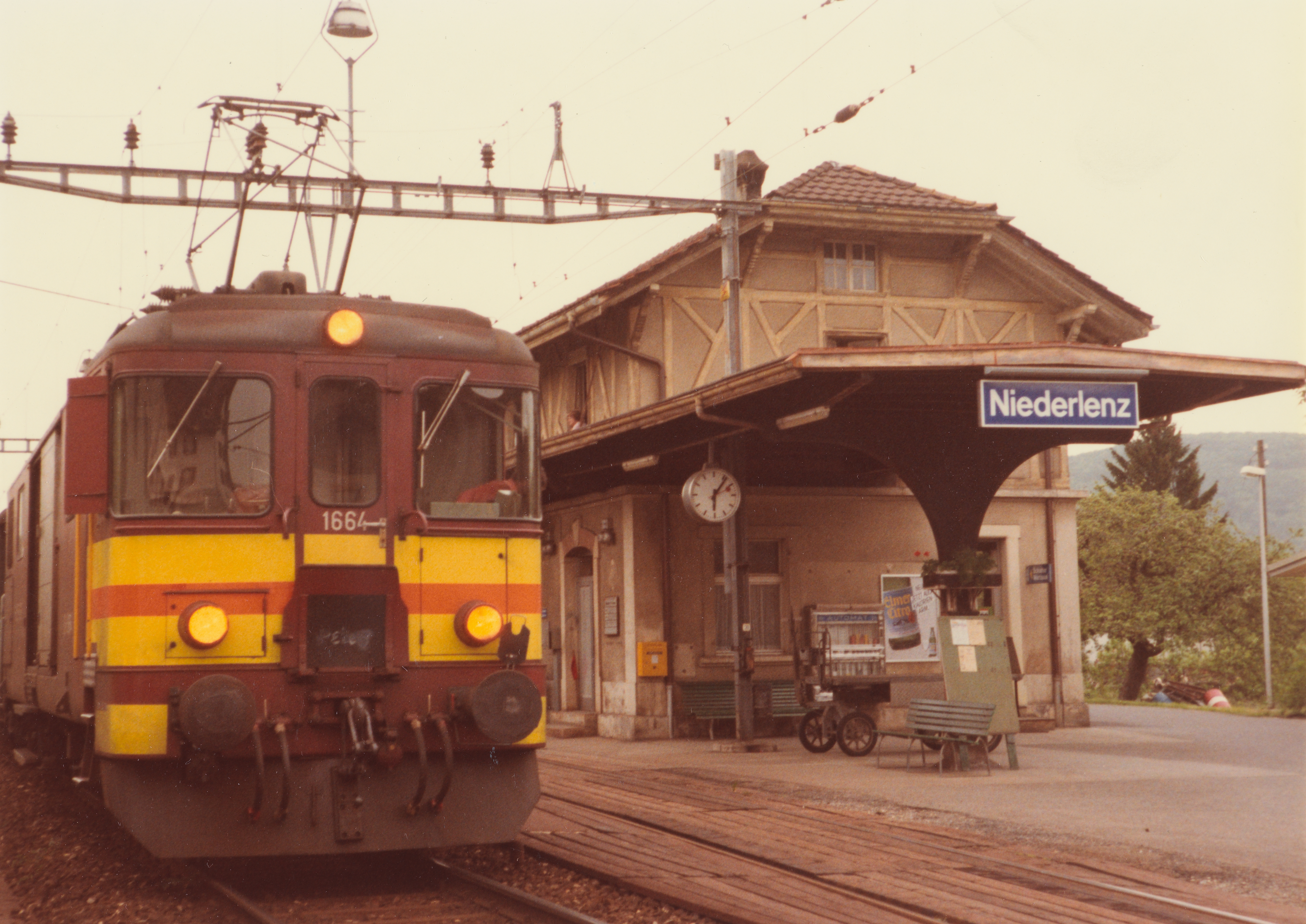
Station der damaligen Strecke Lenzburg–Wildegg (ca. 1975)

Mitten durch das Dorf verläuft die Hauptstrasse 26 (Brugg–Lenzburg–Luzern). Der Anschluss Lenzburg der Autobahn A1 ist etwas mehr als drei Kilometer entfernt. Die Anbindung an das Netz des öffentlichen Verkehrs erfolgt durch drei Buslinien der Gesellschaft Regionalbus Lenzburg zu den Bahnhöfen von Lenzburg, Wildegg und Mägenwil. An Wochenenden verkehrt ein Nachtbus von Lenzburg über Möriken und Mägenwil nach Othmarsingen.

## Bildung
Die Gemeinde verfügt über fünf Kindergärten und drei Schulhäuser, in denen die Primarschule, die Realschule und die Sekundarschule unterrichtet werden. Die Bezirksschule kann in Möriken-Wildegg besucht werden. Die nächstgelegenen Gymnasien sind die Alte Kantonsschule und die Neue Kantonsschule, beide in Aarau.

## Persönlichkeiten
- Oskar Reck (1920–1996), Journalist und Publizist
- Lorenz Marti (1952–2020), Schriftsteller und Journalist